# Pruska kultura (film 1908)
Pruska kultura (fr. Les Martyrs de la Pologne, „Cierpienia Polski”) – krótkometrażowy film niemy z 1908, najstarszy zachowany polski film fabularny, a zarazem jedna z pierwszych historycznie zanotowanych prób przedstawienia w kinie tematu Polski i Polaków pod zaborami. Film odwołuje się do strajku dzieci wrzesińskich oraz protestu Michała Drzymały, utrwalonych w świadomości polskich odbiorców jako symbole bezwzględnej germanizacji ze strony władz niemieckich oraz walki w obronie własnej kultury przez Polaków.
Film powstał na przełomie lat 1907 i 1908, a zrealizował go kantor kinematograficzny Siła, założony przez Mordechaja Towbina. Mimo że Pruską kulturę próbowano dystrybuować na obszarze zaboru rosyjskiego, którego treść filmu nie dotyczyła, cenzura rosyjska nie pozwoliła na jej rozpowszechnianie. Kopie filmu sprzedano więc poza jego granicami. Jedna z kopii trafiła do archiwum filmowego w Bois-d’Arcy i tam przeleżała do 2000 roku, kiedy została odnaleziona przez historyków filmu, Małgorzatę i Marka Hendrykowskich z Uniwersytetu im. Adama Mickiewicza w Poznaniu. W 2008 roku do Polski trafiła zrekonstruowana cyfrowo wersja filmu.

## Fabuła

### Według dawniejszych badań i doniesień prasowych
Film miał składać się z siedmiu części: 1) Szkoła ludowa we Wrześni, 2) Profesor Kulturtreger, 3) Katusze dzieci, 4) Wywłaszczenie, 5) Pruskie żołdactwo, 6) Wóz Drzymały, 7) Apoteoza Polski (Jutrzenka). Fabuła miała opowiadać historię „z życia Polaków poznańskich w walce z niemczyzną”. Zgodnie z przytoczoną przez Jerzego Toeplitza relacją Waltera Panofsky’ego, film przedstawiał „brutalne wysiedlanie chłopów polskich przez Hakatę i ich bunt krwawo poskromiony przez pruskich żołdaków”. Film miał się kończyć apoteozą – w kadrze mieli być widoczni modlący się Polacy, a na niebie miał się im ukazać biały orzeł.

### Na podstawie kopii odnalezionej w archiwum francuskim
Film otwiera scena zbiorowa przedstawiająca chłopską izbę. Zgromadzeni świętują przy bogato zastawionym stole. Widać, że jest to jedna trzypokoleniowa rodzina. W pewnym momencie do izby wchodzi mężczyzna trzymający w dłoni sztandar z wyhaftowanym wizerunkiem Marii z Dzieciątkiem. Zgromadzeni okazują cześć sztandarowi. Jedna z kobiet unosi ręce w błagalnym geście. Scena kończy się wyniesieniem sztandaru. W kolejnych ujęciach widać niemieckich żołnierzy wkraczających na teren gospodarstwa. Wchodzą do domostwa i chcą zabrać młodego chłopca. Jeden z domowników zasłania go własnym ciałem. Prusacy wymuszają na Polakach, aby ci dali im poczęstunek. Wybucha sprzeczka po tym, jak jeden z żołnierzy usiłuje molestować jedną z kobiet. Żołnierze wychodzą, a razem z nimi starszy mężczyzna. Domownicy okazują rozpacz. Starszy mężczyzna, po powrocie do izby, okazuje rezygnację i rozbija naczynie, z którego pił przed chwilą niemiecki oficer.
W kolejnej scenie widać budynek szkoły. Nauczyciel w kapeluszu czeka na uczniów. Pojawiają się dzieci, czasem prowadzone przez rodziców. Widać też mężczyznę i chłopca obecnych w poprzednich scenach. Nauczyciel traktuje ich opryskliwie i nie reaguje na ukłon rodzica. We wnętrzu klasy widać dwanaścioro dzieci siedzących w ławkach. Po lewej stronie kadru widoczna jest katedra, za którą stoi nauczyciel, a na ścianie wisi portret cesarza Wilhelma. Nauczyciel wystukuje pałeczką rytm, w którym maszeruje za oknem niemieckie wojsko. Jedne dzieci otrzymują pochwały, a inne są karcone – w tym widziany w poprzednich scenach chłopiec. W pewnym momencie nauczyciel pisze na tablicy zdanie: Gott beschütze dich Gross Deutschland („Niech Bóg was chroni, o Wielkie Niemcy”). Skarcony chłopiec podchodzi do tablicy, zmazuje Gross Deutschland i pisze zamiast tego Polsko kochana. Nauczyciel zauważywszy to bije ucznia i wyprowadza go za drzwi, przed budynek szkoły; po chwili wszyscy pozostali uczniowie wybiegają z klasy.
Pobite i zapłakane dziecko wraca do domu. Ojciec jest oburzony i wybiega z izby. Idzie pod szkołę i woła nauczyciela. Dochodzi do sprzeczki i bójki. Nauczyciel wygraża Polakowi pięścią i wraca do budynku. W kolejnej scenie nauczyciel odwiedza posterunek wojska, ekspresywnie opowiadając o pobiciu przez polskiego rodzica. Oficer zwołuje wojskowych, a nauczyciel, zadowolony, wychodzi. Akcja przenosi się znów do chłopskiego domostwa. Ojciec wraca do domu, całuje i głaszcze swojego syna. Do izby wkraczają nagle żołnierze i zabierają ze sobą ojca. Polskie kobiety padają na kolana i okazują rozpacz. Niedługo potem dom odwiedza niemiecki żołnierz, przedstawiający rodzinie oficjalne pismo. Zgodnie z decyzją władz, rodzina zostaje wydalona z prowincji poznańskiej, a jej dobytek ma zostać skonfiskowany i sprzedany na licytacji. Kobiety zostają wygnane z izby. Dowódca oddziału następnie wraca, aby dopić stojące na stole wino. Polacy wyrzuceni z domu żegnają się z dobytkiem.
Rodzina mieszka w drewnianym wozie cyrkowym. Obok wozu kobiety przygotowują jedzenie w kociołku zawieszonym na trójnogu nad ogniskiem. Z więzienia wraca ojciec, wyrażając gestem rozpacz. Nagle przychodzi ten sam oddział niemieckich żołnierzy, który wyrzucił rodzinę z domu. Żołnierze przewracają trójnóg z kociołkiem. Ojciec wdaje się w bójkę, a jeden żołnierzy strzela do niego. Mężczyzna pada martwy na ziemię.
Epilog filmu przyjmuje formę apoteozy, złożonej z dwóch ujęć. W pierwszym widać rodzinę zabitego Polaka klęczącą nad jego ciałem. W drugim ujęciu widać osoby w rozmaitych „miejskich strojach”, co można interpretować jako próbę ukazania Polaków wszystkich stanów.

## Okoliczności produkcji

### Kontekst kulturowy

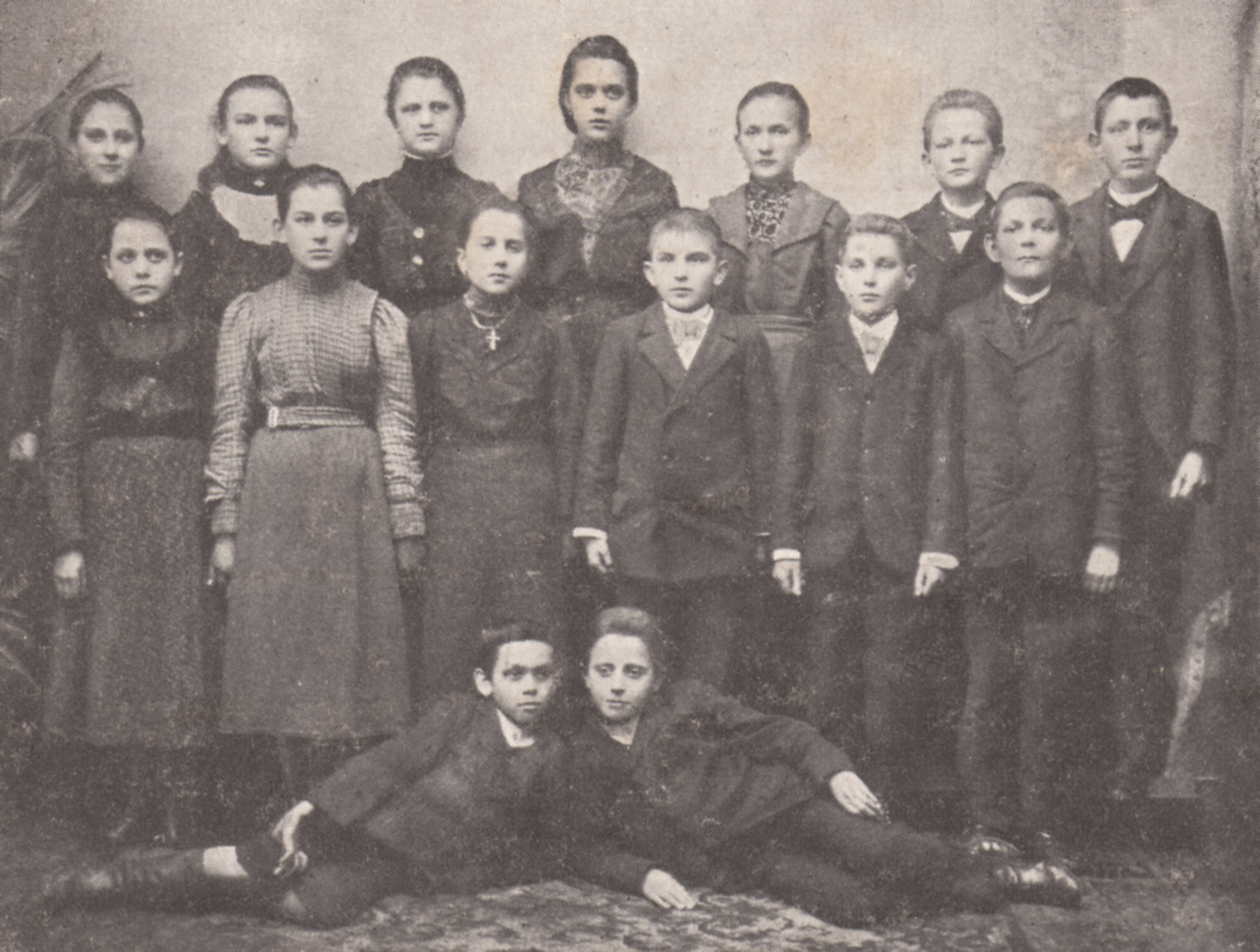
Dzieci strajkujące we Wrześni (1901)

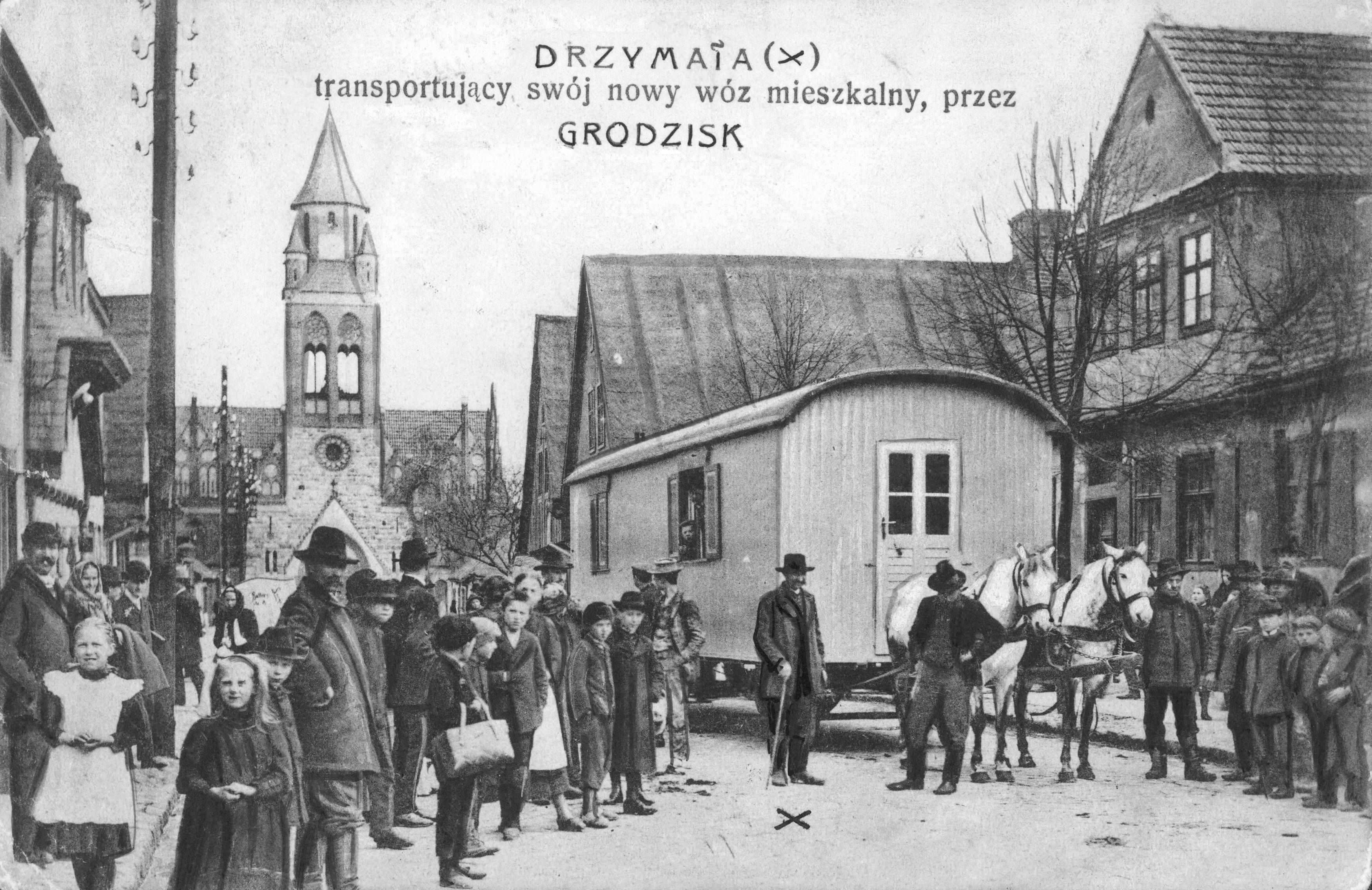
Wóz Drzymały (1908)

Zdaniem Małgorzaty i Marka Hendrykowskich film odwołuje się w jasny sposób do strajku dzieci wrzesińskich oraz protestu Michała Drzymały. Oba zdarzenia były w świadomości polskich odbiorców symbolami bezwzględnej germanizacji ze strony władz niemieckich oraz walki w obronie własnej kultury przez Polaków. Film Pruska kultura korespondował z szeregiem innych form kulturowego nawiązywania do wydarzeń wrzesińskich (w tym pocztówkami ze zdjęciami Szymona Furmanka przedstawiającymi protest szkolny oraz rzeźbą Henryka Kossowskiego pt. Dzieciom wrzesińskim). Do protestów szkolnych nawiązywano też w wielu masowo powielanych drukach ulotnych, co czynił na przykład Henryk Sienkiewicz. Istniały też analogiczne formy kulturowe przedstawiające Drzymałę i jego wóz (pocztówki, zdjęcia, rysunki satyryczne, a nawet tabakierki z obrazkami). Materiały te ukazywały się również poza Polską. Do popularnych form upamiętniania tych wydarzeń zaliczyć można również spektakl teatralny z 1908 pod tytułem Wóz Drzymały autorstwa Józefa Rączkowskiego. Wszystkie wymienione elementy kultury wizualnej i językowej stanowiły kontekst, który mógł być inspiracją do zrealizowania filmu o tej tematyce.

### Realizacja
Film powstał na przełomie lat 1907 i 1908. Zrealizowany został przez kantor kinematograficzny Siła, założony przez Mordechaja Towbina, właściciela warszawskiego iluzjonu „Siła” przy ul. Marszałkowskiej 118. Zdjęcia zostały nakręcone w Wielkopolsce (między innymi we Wrześni) przez nieznaną bliżej firmę francuską. Realizatorzy nie są znani, choć wedle hipotez Małgorzaty i Marka Hendrykowskich mogli to być filmowcy wynajęci z warszawskiego oddziału wytwórni Pathé. Scenariusz napisała osoba dobrze znająca szczegóły historii strajku dzieci wrzesińskich oraz protestu Michała Drzymały, gdyż w opowiadanej historii widać szczegółowe nawiązania do tych wydarzeń (w tym gaszenie ogniska przed wozem przez niemieckich żołnierzy).

### Dystrybucja
W momencie realizacji temat filmu był uznawany za trudny i produkcja taka wiązała się z pewnym ryzykiem. Twórcy liczyli, że z uwagi na poruszanie w filmie tematyki Polaków z zaboru niemieckiego, a nie rosyjskiego, uda się uniknąć cenzury.
Cenzura carska mimo wszystko zabroniła prezentowania filmu na terenie zaboru rosyjskiego. Kopie filmu sprzedano więc poza jego granicami. Przed 1914 rokiem film pokazywano w Moskwie, we Włoszech i we Francji. We francuskiej kopii filmu najprawdopodobniej wycięto ostatnią scenę przedstawiającą białego orła na niebie, ponieważ mogła być niezrozumiała dla francuskiego odbiorcy.
W 1914 film był wyświetlany w zaborze rosyjskim dopiero po wybuchu I wojny światowej, już w innych warunkach politycznych. Wówczas wśród widowni stołecznej popularne były filmy przedstawiające walkę i wojnę. 29 września 1914 w kinie Mordechaja Towbina film pokazano pod tytułem Pruska kultura jako historię o tematyce sensacyjnej i realistycznej, w łączonym pokazie razem z trzyaktowym dramatem Jeniec austriacki. W materiałach promocyjnych Pruska kultura była jednak akcentowana jako kluczowy punkt programu. Następnie pokazywano go w kinach Urania i Sport.

## Ponowne odkrycie filmu
Kopia filmu trafiła do archiwum filmowego w Bois-d’Arcy i tam przeleżała do 2000 roku, kiedy została odnaleziona przez historyków filmu, Małgorzatę i Marka Hendrykowskich z Uniwersytetu im. Adama Mickiewicza w Poznaniu. Zużycie perforacji sugerowało, że kopia była mocno eksploatowana. Oryginalna szpula z filmem pozostała w archiwum francuskim, a do Polski trafiła w 2008 r. cyfrowa wersja filmu, w setną rocznicę jego pierwszych publicznych pokazów. Jego prapremiera, po napisaniu nowej ścieżki dźwiękowej przez Krzesimira Dębskiego, odbyła się 31 stycznia 2009 we Wrześni, podczas noworocznego spotkania burmistrza z mieszkańcami miasta.